# Augustus Egg
Augustus Leopold Egg, född 2 maj 1816 i London, död 26 mars 1863 i Alger, var en viktoriansk konstnär som blev mest känd för sin moderna triptyk Past and Present, som skildrade uppbrottet hos en viktoriansk medelklassfamilj. Han blev även känd för sina illustrationer av historiska genrestycken och William Shakespeares dramer.

## Bakgrund

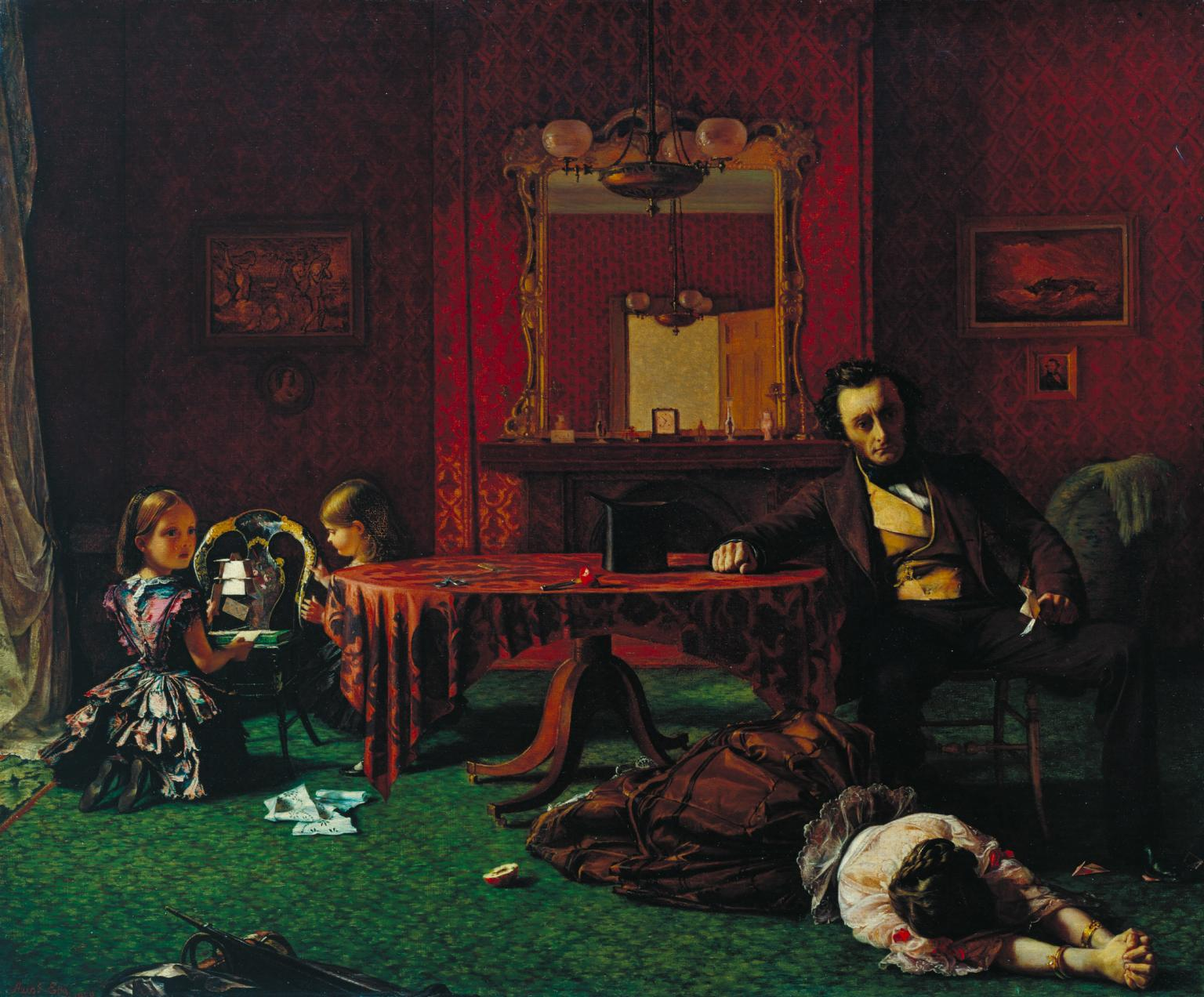
Past and present 1: Otroheten upptäcks.

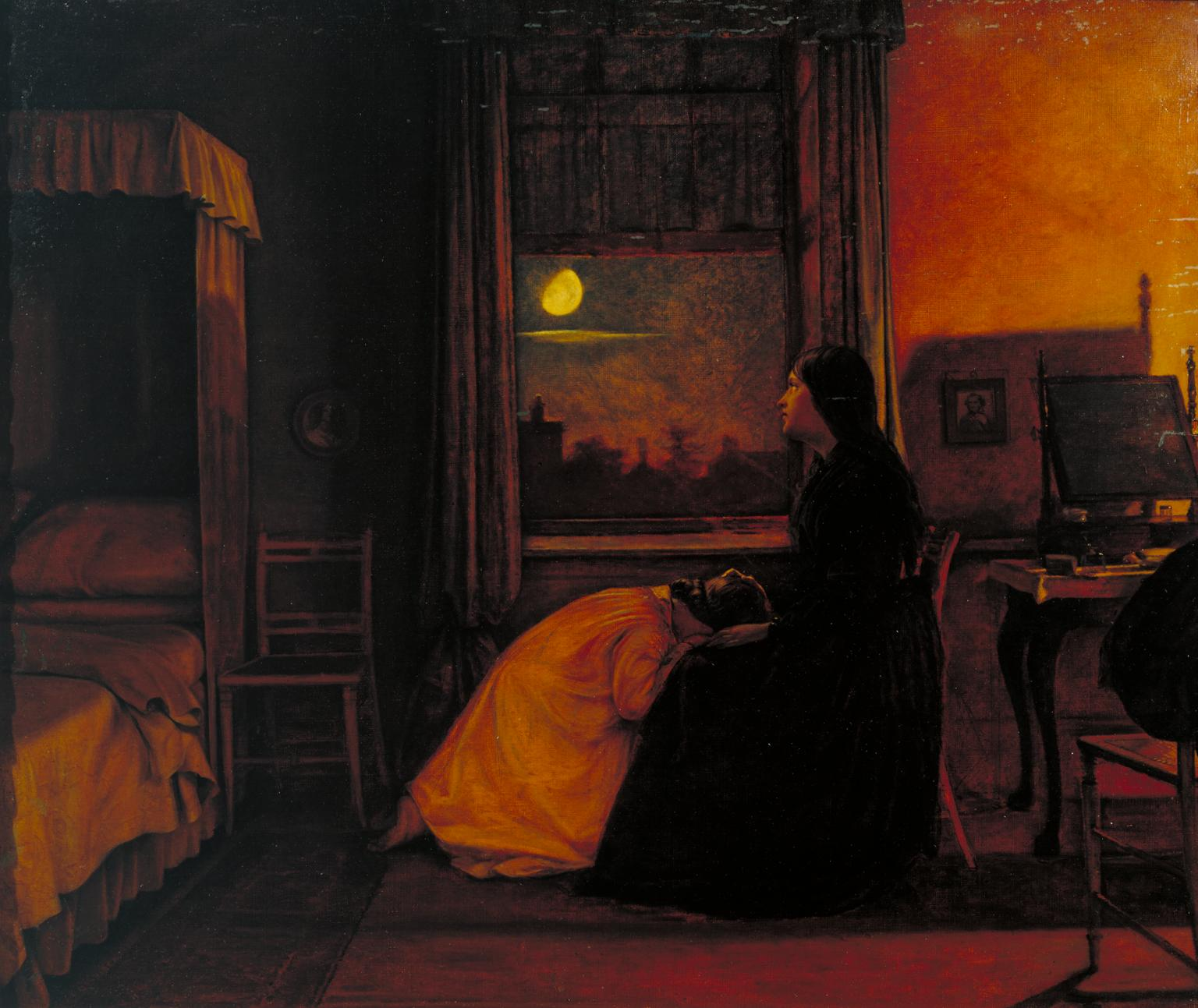
Past and present 2: De övergivna döttrarna.

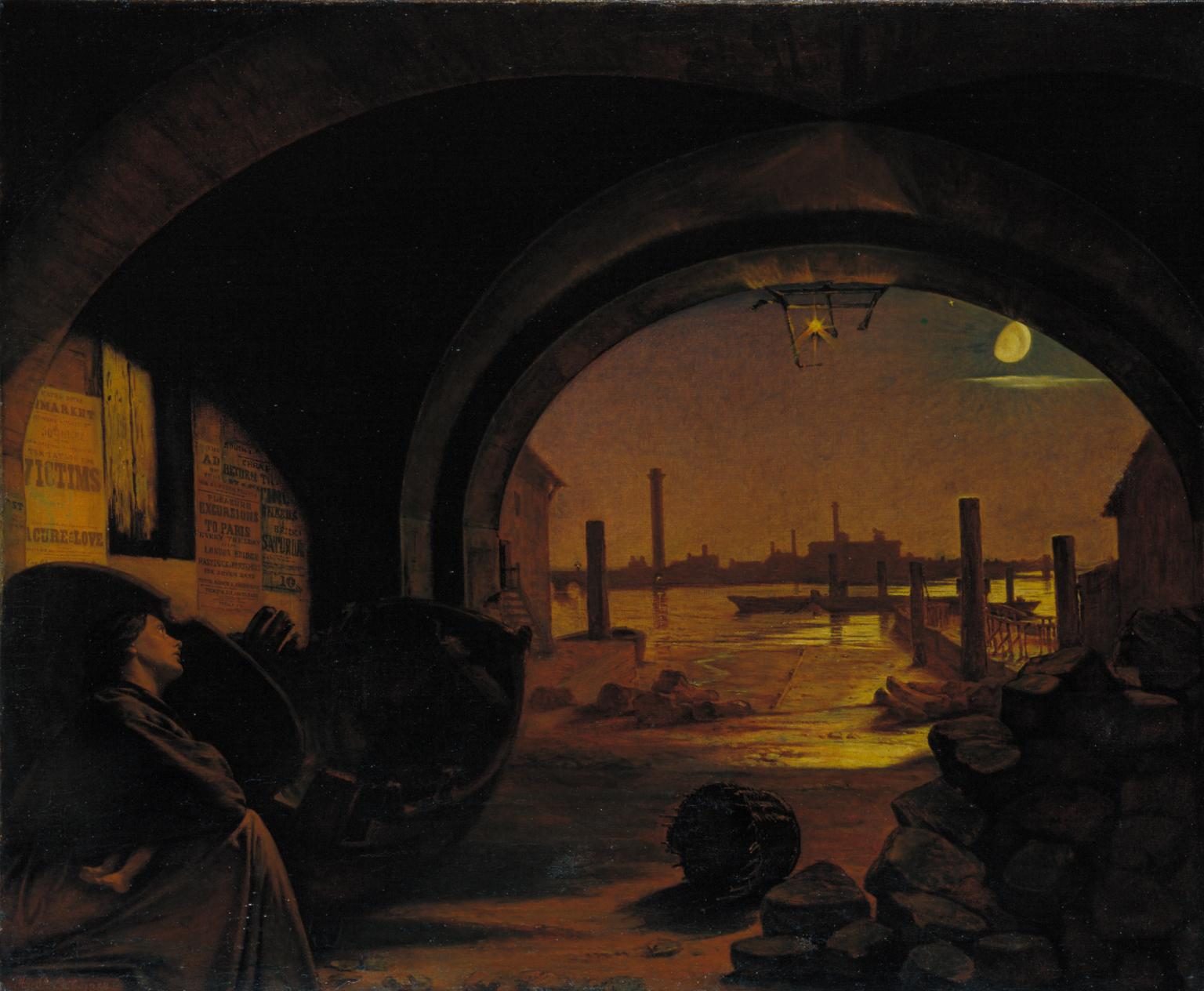
Past and present 3: Den övergivna modern med sitt barn.

Egg var son till en rik vapentillverkare och studerade först på Henry Sass Drawing School för att komma in på Royal Academy, där han började att studera 1838 efter att akademien hade accepterat hans målning Spanish Girl. 1838 började han att ställa ut sina verk på akademien dit han sammanlagt sände 27 målningar.
Han var medlem i The Clique, en artistgrupp som bildades av bland andra Richard Dadd i slutet av 1830-talet. Egg försökte att kombinera populariteten med moraliska och sociala aktiviteter, i linje med de litterära verkan av hans vän Charles Dickens. Tillsammans med Dickens satte han upp "Guild of Literature and Art", en filantropisk organisation som försökte att tillgodose de ekonomiska behoven hos kämpande konstnärer och författare. Han hade ledarrollen i ett spel som skrevs av Edward Bulwer-Lytton för att ge inkomster till organisationen. Hans självporträtt i rollen finns i Hospitalfield House i Arbroath.
Eggs tidiga målningar var i allmänhet illustrationer av litterära ämnen. Liksom andra medlemmar i The Clique, såg han sig själv som en efterföljare till William Hogarth. Hans intresse för Hogarths moraltema bevisas i parmålningen The Life and Death of Buckingham, som skildrade det utsvävande livet och den eländiga döden under den engelska restaurationen. Ändå visade hans målningar ofta humoristiska inslag om dess ämnen, som till exempel i Queen Elizabeth Discovers she is no longer Young (1848).
Till skillnad från de flesta medlemmar i The Clique, beundrade Egg även prerafaeliterna. Han köpte verk av den unge William Holman Hunt och delade idéer inom färglära med honom.

## Past and present
Eggs egna triptyk, känd som Past and Present (1858), var influerade av Hunts arbeten. Triptyken skildrade tre separata scener, en som porträtterade en välmående medelklassfamilj och de andra två som visade fattiga och isolerade figurer; två unga flickor i vid en stol vid en säng samt en hemlös kvinna med ett barn. Betraktaren förväntades att se en serie visuella ledtrådar som länkade samman dessa tre scener, för att se att den välmående familjen i den centrala scenen är på väg att brytas upp på grund av moderns äktenskapsbrott. De andra två målningarna visar den frånskilda modern och barnen några år senare, då de lever i fattigdom. Målningens användande av flashback, att den centrala scenen utspelas i det förgångna, har setts som en föregångare inom filmen.

## Organisatör
Egg var även en aktiv organisatör av utställningar och beundrades av sina kompanjoner för sin hängivenhet och ödmjukhet. Han var en av organisatörerna bakom Manchester Art Treasures Exhibition 1857. Han valdes in i Royal Academy 1860.
På grund av sina kroniska andningsbesvär tillbringade han sina sista år i de varmare regionerna i Europa, där han målade Travelling Companions, en dubbelbottnad bild av två nästan identiska unga kvinnor, som har tolkats som ett försök att visa två sidor av en och samma person.
För att förbättra sin hälsa fick han 1863 rådet att flytta till Alger, där han avled samma år.